# Alla tiders klassiker
Alla tiders klassiker är en svensk bokserie som ges ut med stöd av Kulturrådet. Syftet är att erbjuda grundskole- och gymnasieelever en introduktion till de stora litterära verken och främja deras läs- och skrivutveckling och litteraturkunskaper.
Bland de författare som ingår i serien Alla tiders klassiker finns Aischylos, Euripides, Dante, Shakespeare, Molière, Tjechov, Dostojevskij, Strindberg, Ibsen, Selma Lagerlöf, Camus, Tolstoj och Jalal al-din Rumi.
Serien började ges ut 1985. Under åren fram till 1995 gavs 150 titlar ut. 2006 fick Kulturrådet ytterligare medel för att ge ut 50 titlar till.

## Utgivning 1985-1995
Utgivningen leddes av Marie-Louise Ramnefalk 1985–1988, och Carl Olof Josephson 1989–1995.

### Prosa – romaner
- Miguel de Cervantes - Don Quijote
- Daniel Defoe - Robinson Crusoe
- Jonathan Swift - Gullivers resor
- Voltaire – Candide
- Walter Scott – Ivanhoe
- Jane Austen - Stolthet och fördom
- Honoré de Balzac - Pappa Goriot
- Alexandre Dumas d.ä. - De tre musketörerna
- Charles Dickens - Två städer
- Charlotte Brontë - Jane Eyre
- Gustave Flaubert - Madame Bovary
- Fjodor Dostojevskij - Brott och straff del 1
- Fjodor Dostojevskij - Brott och straff del 2
- Viktor Rydberg - Singoalla
- Jules Verne - En världsomsegling under havet
- Mark Twain - Huckleberry Finns äventyr
- Émile Zola - Thérèse Raquin
- J.P. Jacobsen - Niels Lyhne
- Victoria Benedictsson - Pengar
- Robert Louis Stevenson - Skattkammarön
- Joseph Conrad - Mörkrets hjärta
- Knut Hamsun - Svält
- Juhani Aho - Järnvägen
- Joseph Bédier - Tristan och Isolde
- Maksim Gorkij - Min barndom
- Hjalmar Söderberg - Doktor Glas
- Jack London - Skriet från vildmarken
- Cora Sandel - Kranes konditori
- Sigrid Undset - Kristin Lavransdotter del 1: Brudkronan
- Franz Kafka - Processen
- Hjalmar Bergman - Markurells i Wadköping
- Moa Martinson - Mor gifter sig
- Pär Lagerkvist - Dvärgen
- Lisa Tetzner - Sotarpojken
- Fritiof Nilsson Piraten - Bombi Bitt och jag
- Jan Fridegård - Trägudars land
- Tarjei Vesaas - Isslottet
- Erich Maria Remarque - På västfronten intet nytt
- Vilhelm Moberg - Utvandrarna
- Karin Boye - Kallocain
- Eyvind Johnson - Nu var det 1914
- Ivar Lo-Johansson - Analfabeten
- Halldór Laxness - Salka Valka del 1: Du vinträd rena
- Harry Martinson - Nässlorna blomma
- William Golding - Flugornas herre
- Albert Camus - Pesten
- Heinrich Böll - Tåget var punktligt
- Per Anders Fogelström - Mina drömmars stad
- Alexander Solsjenitsyn - En dag i Ivan Denisovitjs liv
- Väinö Linna - Okänd soldat
- Italo Calvino - Klätterbaronen
- Gabriel García Márquez - Krönika om ett förebådat dödsfall
- Birgitta Trotzig - En berättelse från kusten

### Samlingsvolymer
- E.T.A. Hoffmann - Don Juan och andra berättelser
- Aleksander Pusjkin - Spader Dam och andra berättelser
- Nikolaj Gogol - Kappan, Näsan, Taras Bulba
- Leo Tolstoj - Sevastopol i augusti 1855, Familjelycka, Polikusjka, Ivan Iljitjs död, Herre och dräng
- Selma Lagerlöf - En herrgårdssägen, Kejsarn av Portugallien
- Arthur Conan Doyle - Baskervilles hund, En skandal i Böhmen, De fem apelsinkärnorna, Den grekiska tolken, Det sista problemet
- Thomas Mann - Döden i Venedig, Tristan, Tonio Kröger, Barnslig hjärtesorg, Mario och trollkarlen
- Karen Blixen - Den gamle kavaljeren, Drömmare, Alkmene, Sorgens åker, Babettes gästabud, Kardinalens tredje berättelse
- Ernest Hemingway - I vår tid, Den gamle och havet
- Astrid Lindgren - Bröderna Lejonhjärta, Samuel August från Sevedstorp och Hanna i Hult, Har boken en framtid?

### Noveller
- Giovanni Boccaccio - Decamerone, ett urval
- August Strindberg - Skärkarlsliv
- Dylan Thomas - Porträtt av konstnären som valp
- Tove Jansson - Det osynliga barnet
- Kärlek genom ett fönster, 20 svenska berättelser
- Svarta madonnan - 29 västerländska noveller

### Sagor
- Tusen och en natt Urval
- Njals saga,
- Svenska Folksagor, Urval
- H.C. Andersen - Sagor och berättelser, urval
- Isaac Bashevis Singer - Sagor

### Essäer
- Platon - Gästabudet, Försvarstalet, Faidon
- Från Montaigne till Ekelöf, Essäer

### Dramatik
- Två grekiska dramer
- Aischylos - Agamemnon
- Euripides - Medea
- Sofokles - Kung Oidipus, Antigone
- William Shakespeare - Romeo och Juliet, En midsommarnattsdröm, Hamlet, tvåspråkig version
- Tre spanska dramer
- Lope de Vega - Fårakällan
- Calderón - Livet en dröm
- García Lorca - Blodsbröllop
- Molière - Tartuffe, De löjliga preciöserna, Misantropen
- Ludvig Holberg - Jeppe på berget, Erasmus Montanus
- Henrik Ibsen - Gengångare, Vildanden
- August Strindberg - Fröken Julie, Ett drömspel
- Anton Tjechov - Tre systrar, Körsbärsträdgården
- Eugene O'Neill - Lång dags färd mot natt
- Bertolt Brecht - Mor Courage och hennes barn, Den kaukasiska kritcirkeln
- I en akt 15 enaktare från Tjechov till LeRoi Jones

### Epik och lyrik
- Homeros - Odysséen
- Eddan
- Dante - Den gudomliga komedin
- Gustaf Fröding - Ett urval dikter
- Birger Sjöberg - Fridas visor och andra dikter
- Pär Lagerkvist - Ångest, Hjärtats sånger
- Edith Södergran - Samlade dikter
- Svensk romantisk poesi Från Kellgren till Rydberg
- Modern svensk lyrik Från Ekelöf till Lillpers

### Urval/olika genrer
- Johann Wolfgang von Goethe - Den unge Werthers lidanden, Ur-Faust
- Carl Jonas Love Almqvist - Så jag målar... ett urval
- Verner von Heidenstam - Poesi och prosa

## Utgivning 2006-2010
Utgivningen i den andra omgången leddes av Stefan Helgesson.

### Afrika
- Chinua Achebe, Allt går sönder, översättning: Per Wästberg, Tranan
- Tsitsi Dangarembga, Rotlös, översättning: Irja Carlsson, Trevi
- Doris Lessing, Gräset sjunger, översättning: Gunvor och Bertil Hökby, Wahlström & Widstrand. Även Europa
- Pepetela, Hunden i Luanda, översättning: Gunilla Winberg, Miguel Pinto, Tranan
- Tayeb Salih, Utvandringens tid, översättning: Ingvar Rydberg, Leopard. Även Mellanöstern

### Asien
- Matsuo Basho, Det väderbitna benranglet, översättning: Rolf Aggestam, Norstedt
- Shen Congwen, Gränsland, översättning: Göran Malmqvist, Tranan
- Mahasweta Devi, Branden i hjärtat, översättning: Jan Stolpe, Ordfront
- Yu Hua, Att leva, översättning: Anna Gustafsson Chen, Ruin
- Yukio Mishima, Sjömannen som föll i onåd hos havet, översättning: Birgit och Mårten Edlund, Lind & Co
- Nguyên Huy Thiêp, Skogens salt, översättning: Hoai Anh Tran, Tranan
- Arundhati Roy, De små tingens gud, översättning: Gunilla Lundborg, Bonnier
- Murasaki Shikibu, Berättelsen om Genji, översättning: Kristina Hasselgren, Natur & Kultur
- Ko Un, Tiotusen fotspår, översättning: Inja Hahn och Carola Hermelin, Atlantis
- Pramoedya Ananta Toer, Människornas jord ,översättning: Roy Isaksson, Leopard
- Cheng'en Wu, Färden till Västern, översättning: Göran Malmqvist, Tranan (Asien)

### Australien
- Janet Frame, En ängel vid mitt bord, översättning: Annika Preis, Bonniers

### Europa inklusive Ryssland
- Émile Ajar, Med livet framför sig, översättning: Bengt Söderberg, Norstedts
- Madeleine Bourdouxhe, Gilles kvinna, översättning: Jens Nordenhök, Elisabeth Grate
- Michail Bulgakov, Mästaren och Margarita, översättning: Lars-Erik Blomqvist, Norstedt
- Lewis Carroll, Alice i underlandet, översättning: Christina Westman, B. Wahlström
- Marguerite Duras, Halv elva en sommarkväll, Ingmar Forsström, Lind & Co
- Kalevala, översättning: Lars och Mats Huldén, Atlantis
- Vladimir Majakovskij, Jag!:dikter, översättning: Gunnar Harding och Bengt Jangfeldt, Wahlström & Widstrand
- Sapfo, Dikter och fragment, översättning: Magnus William-Olsson och Vasilis Papageorgiou, Ordfront
- Mary Shelley, Wollstonecraft Frankenstein, översättning: Måns Winberg, Bakhåll
- Wisława Szymborska, Dikter 1945-2002, översättning: Anders Bodegård, Ordfront
- Olaudah Equiano, Gustavus Vassa, afrikanen: en slavs berättelse, översättning: Jan Anders Olsson, Ordfront. Även Nordamerika och Afrika.

### Latinamerika
- Machado de Assis, Vansinnesläkaren, översättning: Jens Nordenhök, Alhambra
- María Luisa Bombal, Den sista dimman, översättning: Annika Ernstson, Tranan
- Alejo Carpentier, Riket av denna världen. övers Karin Ahl, Ruin
- Julio Cortazar, Kronoper & Famer, översättning: Karin Sjöstrand, Modernista
- Carlos Fuentes, Aura, översättning: Elisabeth Helms, Natur & Kultur
- Clarice Lispector, Stjärnans ögonblick, översättning: Örjan Sjögren, Tranan
- Juan Rulfo, Pedro Páramo, översättning: Karin Alin, Lind & Co

### Mellanöstern
- Forough Farrokhzad, Mitt hjärta sörjer gården, översättning: Namdar Nasser, Lindelöw
- Gilgamesheposet, översättning: Lennart Warring och Taina Kantola, Natur & Kultur
- Inanna, översättning och bearbetning: The Electronic Text Corpus of Sumerian Literature (ETCSL), Atlantis
- Sadeq Hedayat, Den blinda ugglan, översättning: Bo Utas, Tranan. Även Asien.
- Naguib Mahfouz, Midaqqgränden, översättning: Kerstin Eksell, Norstedts. Även Afrika.
- Jalal Rumi, Vassflöjtens sång, översättning: Ashk Dahlén, Ellerströms. Även Asien.
- Sånger av Mihyar från Damaskus, Adonis, tolkningar av Hesham Bahari och Ingemar & Mikaela Leckius, Alhambra
- Forough Farrokhzad, Mitt hjärta sörjer gården, översättning: Namdar Nasser, Lindelöw

### Nordamerika
- James Baldwin, Giovannis rum, översättning: Martin Rogberg, Ruin
- Joyce Carol Oates, Foxfire, översättning: Margareta Tegnemark
- Sylvia Plath, Glaskupan, översättning: Christina Liljencrantz, Forum
- Edgar Allan Poe, Ett fat Amontillado, översättning: Måns Winberg, Bakhåll
- Art Spiegelman, Maus - en överlevandes historia, översättning: Jan Wahlén och Joanna Bankier, Bromberg

### Västindien
- Jamaica Kincaid, Annie John, Madeleine Reinholdsson, Tranan
- Jean Rhys, Sargassohavet, översättning: Ingegärd Martinell, Modernista. Även Europa.